# Watkinsonite
La watkinsonite è un minerale.